# Gracilentulus floridanus
Gracilentulus floridanus är en urinsektsart som först beskrevs av Ewing 1924.  Gracilentulus floridanus ingår i släktet Gracilentulus och familjen lönntrevfotingar. Inga underarter finns listade i Catalogue of Life.